# Кызыл-Тейит
Кызыл-Тейит (кирг. Кызыл-Тейит) — село в Ноокатском районе Ошской области Кыргызстана. Входит в состав Джаны-Ноокатского айылного аймака.

## География
Село расположено в западной части области, на левом берегу реки Чиле, на расстоянии приблизительно 2 километров (по прямой) к западу от города Ноокат, административного центра района. Абсолютная высота — 1352 метра над уровнем моря.

## Население
Согласно оценочным данным Национального статистического комитета Кыргызской Республики, численность населения села на начало 2023 года составляла 2860 человек.
| год     | 2009 | 2014 | 2015 | 2020 | 2021 | 2023 |
| ------- | ---- | ---- | ---- | ---- | ---- | ---- |
| человек | 2055 | 2321 | 2230 | 2547 | 2711 | 2860 |